# Phūlpur (ort i Indien, Allahabad)
Phūlpur är en ort i Indien.   Den ligger i distriktet Allahabad och delstaten Uttar Pradesh, i den centrala delen av landet, 600 km sydost om huvudstaden New Delhi. Phūlpur ligger 102 meter över havet och antalet invånare är 22 886.
Terrängen runt Phūlpur är mycket platt. Runt Phūlpur är det mycket tätbefolkat, med 1 095 invånare per kvadratkilometer. Phūlpur är det största samhället i trakten. Trakten runt Phūlpur består till största delen av jordbruksmark.